# Nova Hedwigia. Zeitschrift für Kryptogamenkunde
Nova Hedwigia. Zeitschrift für Kryptogamenkunde (abreviado Nova Hedwigia) es una revista con ilustraciones y descripciones botánicas que es editada en Mannheim desde el año 1959.